# КК Простјејов
КК Простјејов (чеш. BK Prostějov) је чешки кошаркашки клуб из Простјејова. Из спонзорских разлога пун назив клуба тренутно гласи Ариете Простјејов (Ariete Prostějov). У сезони 2015/16. такмичи се у Првој лиги Чешке.

## Успеси

### Национални
- Првенство Чешке:
  - Вицепрвак (6): 2007, 2010, 2011, 2012, 2013, 2014.

- Куп Чешке:
  - Победник (1): 2015.
  - Финалиста (1): 2005, 2006, 2008, 2009, 2014.

## Познатији играчи
- Мартон Бадер
- Павел Пумпрла